# NGC 527B
NGC 527B is een spiraalvormig sterrenstelsel in het sterrenbeeld Beeldhouwer. Het hemelobject ligt 247 miljoen lichtjaar (75,8× 106 parsec) van de Aarde verwijderd. In de buurt ligt het sterrenstelsel NGC 527.

## Synoniemen
- GC 310
- 2MASX J01235934-3507385
- h 2409
- MCG -06-04-022
- PGC 5142